# Răzvan Cristian Grecu
Răzvan Cristian Grecu (23 de diciembre de 1999) es un deportista de Rumania que compite en atletismo. Ganó una medalla de plata en el Campeonato Europeo de Atletismo por Equipos de 2019, en la prueba de triple salto.